# 札幌貨運站
札幌貨運站（日语：／ Sapporo-kamotsu-tāminaru eki */?）是由日本貨物鐵道（JR貨物）所經營的鐵路車站，位於日本北海道札幌市白石區。此站是函館本線與千歲線上的貨運專用車站，為於JR貨物北海道支社（設於札幌市內）的管轄範圍。由於北海道地區的大量農產運輸需求，故此站以貨運量來說是日本國內排名前幾名的重要樞紐之一。
此站在1968年初設時原名新札幌，但在1973年時因客運用的新札幌車站啟用，而將站名讓渡給後者，改為目前的札幌貨運站。此站佔據了札幌市郊區函館本線與千歲線交匯點處雙複線路線南側廣大的地帶，如果以周遭客運車站的位置作為參考點，等同於函館本線白石與厚別兩站間、千歲線新札幌與白石兩站間的位置。由於站區範圍廣大，甚至將千歲線上的客運站平和車站整個包圍在站區範圍內。

## 相鄰路線
北海道旅客鐵道（JR北海道）
函館本線
白石－札幌貨運站－厚別
千歳線
新札幌－札幌貨運站－（平和）－白石